# 언어와의 작별
《언어와의 작별》(프랑스어: Adieu au langage, 영어: Goodbye to Language)은 프랑스와 스위스에서 제작된 장뤼크 고다르 감독의 2014년 드라마 영화이다. 엘로이즈 고데 등이 주연으로 출연하였다.

## 출연

### 주연
- 엘로이즈 고데
- 제시카 에릭슨
- 알렉상드르 파이타

### 조연
- 조에 브뤼노
- 크리스티앙 그레고리
- 리샤르 슈발리에
- 마리 뤼샤